# 中村登
中村 登（なかむら のぼる、1913年8月4日 - 1981年5月20日）は、東京府東京市下谷区上根岸（現東京都台東区根岸）出身の映画監督。

## 人物
歌舞伎作者榎本虎彦の次男として誕生。父と死別後、母は清元の家元と再婚、花柳界に育つ。1936年に東京帝国大学文学部英文科を卒業後、松竹蒲田から移転し間もない松竹大船撮影所（第1期）に助監督として入社。斎藤寅次郎、島津保次郎、吉村公三郎に師事。1941年に文化映画『生活とリズム』で監督デビュー。戦後、オールスター映画『我が家は楽し』（1951年）が出世作となる。
1960年代に入り、『紀ノ川』などの文芸大作に手腕を見せ、松竹大船を支える巨匠として活躍した。『古都』、『智恵子抄』で2度のアカデミー外国語映画賞にノミネートされた。1979年、紫綬褒章受章。1981年、日中合作映画『未完の対局』の準備中に、ガンのため死去。
端正かつ鮮やかな作風は「映画の教科書」と評されている。

## 監督作品
- 結婚の理想（1941年/松竹大船）
- 新たなる幸福（1942年/松竹大船）
- 人間同志（1942年/松竹大船）
- 男の意気（1942年/松竹大船）
- 湖畔の別れ（1943年/松竹大船）

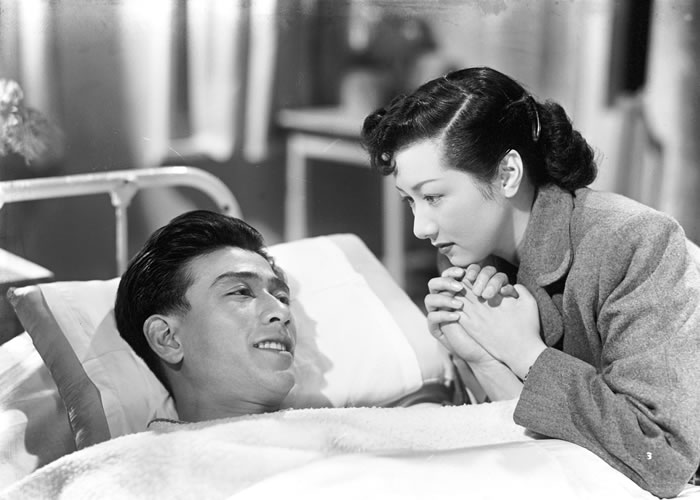
『我が家は楽し』（1951年）

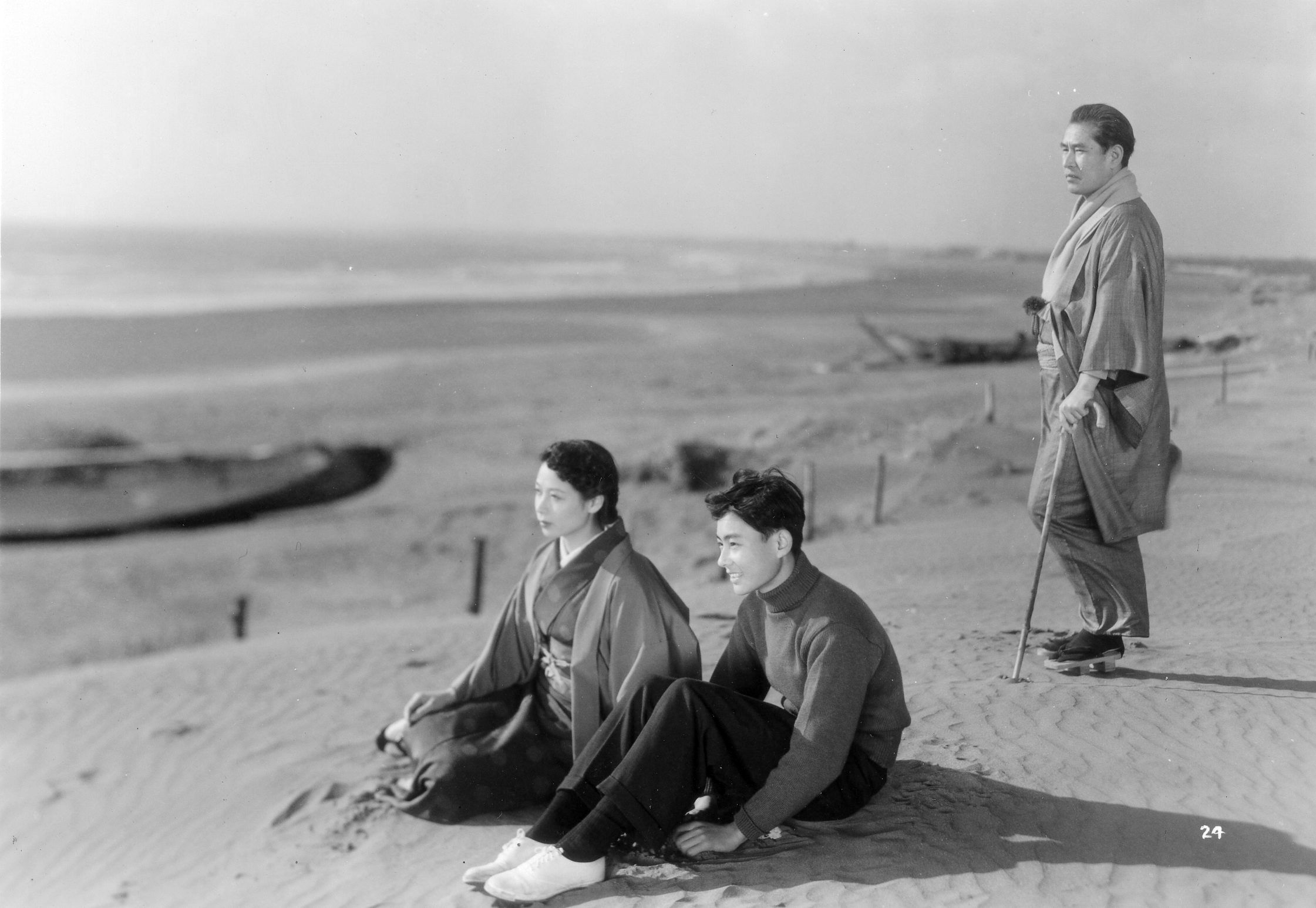
『波』（1952年）

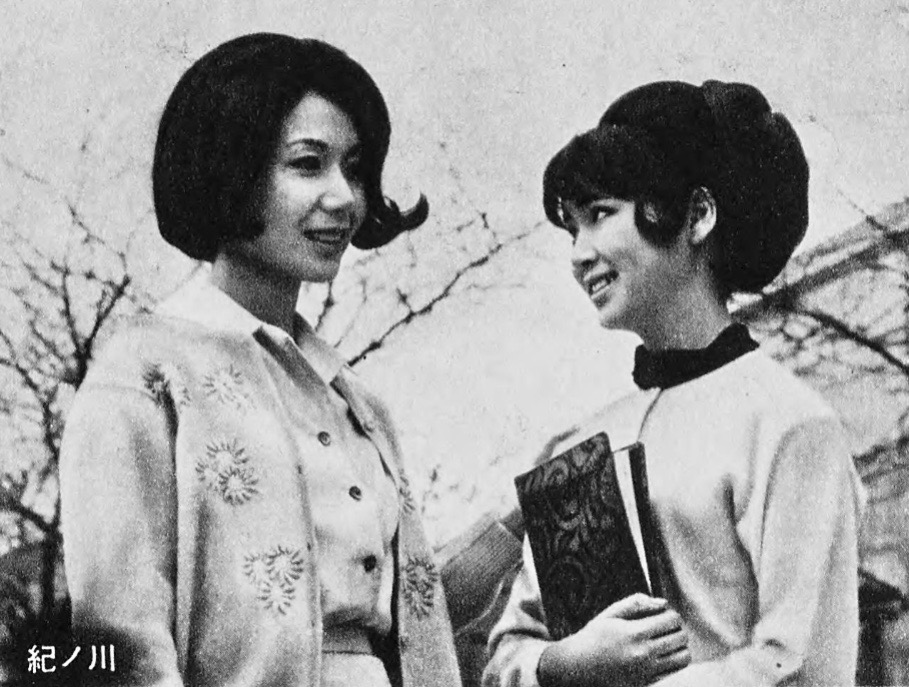
『紀ノ川』（1966年）

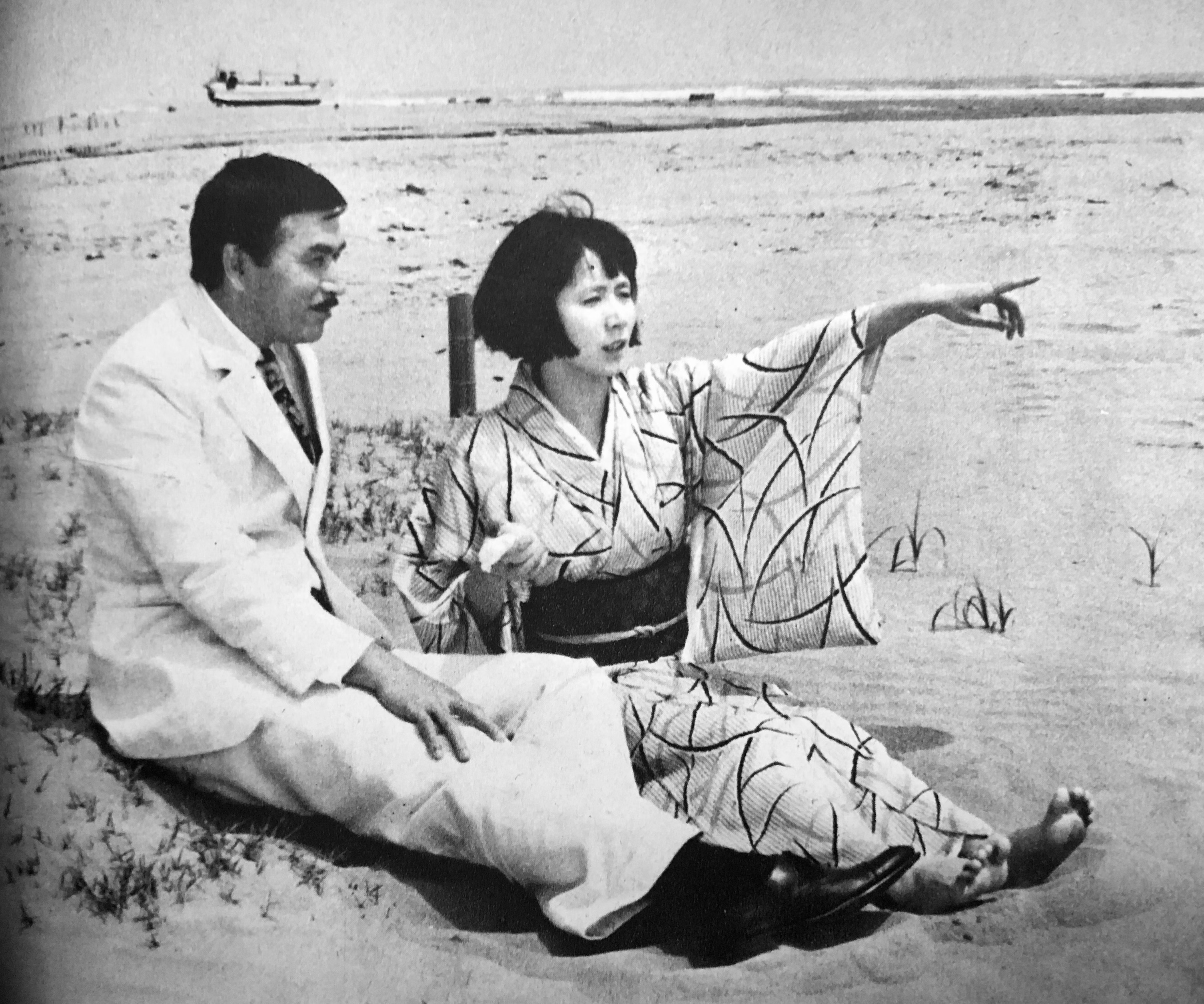
『智恵子抄』（1967年）

- ニコニコ大会 歌の花籠 第二篇（1946年/松竹大船）
- 愛の先駆者（1946年/松竹大船）
- お光の縁談（池田忠雄と共同、1946年/松竹大船）
- 処女は真珠の如く（1947年/松竹大船）
- 娘の逆襲（1947年/松竹大船）
- 旅装（1948年/松竹大船）
- 火の薔薇（1948年/松竹大船）
- 君待てども（1949年/松竹大船）
- 愁海棠（1949年/松竹大船）
- 恋愛三羽烏（1949年/松竹京都）
- 栄光への道（1950年/松竹京都）
- 春の潮（前後篇、1950年/松竹大船）
- エデンの海（原作：若杉慧、1949年/松竹京都・綜芸プロ）
- 奥様に御用心（1950年/松竹大船・田中絹代プロ）
- 我が家は楽し（原作：田中澄江。1951年/松竹大船）
- 恋文裁判（1951年/松竹京都）
- 夢と知りせば（1952年/松竹大船）
- 波（原作：山本有三。1952年/松竹大船）
- 春の鼓笛（原作：富田常雄、1953年/松竹大船）
- 夏子の冒険（原作：三島由紀夫。1953年/松竹大船）
- 夢見る人々（原作：吉屋信子。1953年/松竹大船）
- 岸壁（1953年/松竹大船）
- 旅路（原作：大佛次郎。1953年/松竹大船）
- 家族会議 東京篇・大阪篇（原作：横光利一。1954年/松竹大船）
- 陽は沈まず（1954年/松竹大船）
- 江戸の夕映（1954年/松竹大船）
- 女の一生（原作：山本有三。1955年/松竹大船）
- 修禅寺物語（原作：岡本綺堂。1955年/松竹大船）
- あこがれ（1955年/松竹大船）
- 君美しく（〜うるわしく）[6]（1955年/松竹大船）
- 白い魔魚（原作：舟橋聖一。1956年/松竹大船）
- 朱と緑（原作：片岡鉄兵。1956年/松竹大船）
- つゆのあとさき（原作：永井荷風。1956年/松竹大船）
- 土砂降り（原作：北条秀司。1957年/松竹大船）
- 集金旅行（原作：井伏鱒二。1957年/松竹大船）
- 日々の背信（原作：丹羽文雄。1958年/松竹大船）
- ボロ家の春秋（原作：梅崎春生。1958年/松竹大船）
- 噛みつかれた顔役（原作：北条秀司。1958年/松竹大船）
- 春を待つ人々（1959年/松竹大船）
- いたづら（原作：志賀直哉。1959年/松竹大船）
- 危険旅行（1959年/松竹大船）
- 明日への盛装（原作：津村節子。1959年/松竹大船）
- 危険旅行（1959年/松竹大船）
- 恋人（1960年/松竹大船）
- いろはにほへと（原作：橋本忍。1960年/松竹大船）
- 波の塔（原作：松本清張。1960年/松竹大船）
- 斑女（原作：村松梢風。1961年/松竹大船）
- 女の橋（原作：小坂順子。1961年/松竹京都）
- 河口（原作：井上靖。1961年/松竹大船）
- 千客万来（1962年/松竹大船）
- 愛染かつら（原作：川口松太郎。1962年/松竹大船）
- 求人旅行（1962年/松竹大船）
- 続・愛染かつら（原作：川口松太郎。1962年/松竹大船）
- 古都（原作：川端康成。1963年/松竹京都）
- つむじ風（原作：梅崎春生。1963年/松竹大船）
- 結婚式・結婚式（原作：松山善三。1963年/松竹大船）
- 鏡の中の裸像（原作：松山善三。1963年/松竹大船）
- 二十一歳の父（原作：曽野綾子。1964年/松竹大船）
- 夜の片鱗（原作：太田経子。1964年/松竹大船）
- ぜったい多数（原作：曽野綾子。1965年/松竹大船）
- 暖春（原作：里見弴・小津安二郎。1965年/松竹大船）
- 紀ノ川 花の巻・文緒の巻（原作：有吉佐和子。1966年/松竹大船）
- 惜春（原作：平岩弓枝。1967年/松竹大船）
- 智恵子抄（原作：高村光太郎。1967年/松竹大船）
- 爽春（原作：山口瞳。1968年/松竹大船）
- わが闘争（原作：堤玲子。1968年/松竹大船）
- 日も月も（原作：川端康成。1969年/松竹大船）
- 結婚します（原作：山口瞳。1969年/松竹大船）
- わが恋わが歌（原作：吉野秀雄、山口瞳、吉野壮児。1969年/松竹大船）
- 風の慕情（脚本：橋田壽賀子。1970年/松竹大船）
- 甦える大地（原作：木本正次。1971年/石原プロ・松竹映配）
- 愛と死（原作：武者小路実篤。1971年/松竹大船）
- 辻が花（原作：立原正秋。1972年/松竹大船）
- 塩狩峠（原作：三浦綾子。1973年）
- 三婆（原作：有吉佐和子。1974年/東京映画）
- 遺書 白い少女 （原作：落合恵子。1976年/松竹・サンミュージック）
- 日蓮（原作：川口松太郎。1979年/永田雅一プロダクション）